# Sockel 3
Der Sockel 3 war der Standardsockel für den Intel i486-Prozessor. Im Gegensatz zum Vorgänger Sockel 2 können Prozessoren für den Sockel 3 je nach Typ mit 5,0 V, 3,3 V oder 3,45 V Prozessorkernspannung (Vcore) versorgt werden. Oft wurde auf Mainboards ein zweiter Sockel 3 vorgesehen, um einen mathematischen Koprozessor, den Intel 80487, nachzurüsten der bei den SX-Varianten des i486 fehlt. Beim 80487 handelt es sich eigentlich um einen i486DX mit anderer Pinbelegung, der i486SX-Prozessor wird komplett abgeschaltet.
Typische Chipsätze für Sockel 3 Mainboards sind:
- Intel 420 (Saturn I/II, Aries)
- ALi 1429/1439/1489
- OPTi 82C495/895
- Silicon Integrated Systems SiS 85C406/461/471/49x
- United Microelectronics Corporation UM8498/888x
- VIA Technologies 82C496 (Pluto)